# Ribaute-les-Tavernes
Ribaute-les-Tavernes là một xã trong vùng Occitanie. Xã Ribaute-les-Tavernes nằm ở khu vực có độ cao trung bình 140 mét trên mực nước biển.